# 커비 시리즈의 미디어 목록

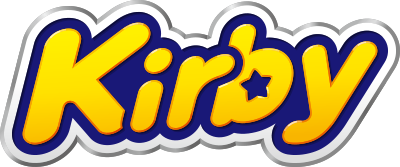
커비 시리즈의 2022년 판 로고.

커비(영어: Kirby, 일본어: カービィ)는 닌텐도가 발매하고 제작한 플랫폼 게임 및 퍼즐, 레이싱 게임의 프랜차이즈이다. 닌텐도 산하 개발사인 HAL 연구소가 닌텐도 엔터테인먼트 시스템부터 닌텐도 스위치까지, 닌텐도의 비디오 게임 콘솔과 휴대용 게임기 전용으로 개발하였다. 1992년 4월 27일, 《호시노 카비》(일본어: 星のカービィ)가 일본에서 처음으로 발매되었고, 1992년 8월에 북미와 유럽 지역에서 《커비스 드림랜드》(영어: Kirby's Dream Land)라는 이름으로 발매되었다.
이 시리즈는 주인공 커비가 ‘팝스타’라는 가상의 세계를 탐험하는 것을 기본 구조로 한다. 게임은 커비가 적 캐릭터의 기술을 모방하는 능력을 사용해 나가면서 진행되며, 이를 통해 커비의 전투 능력을 향상시킬 수 있다. 커비 시리즈의 독창적인 게임플레이 방식은 다른 플랫폼 게임과의 차별화 요소로 평가받았다.
현재 커비 시리즈 게임은 총 20개에 달한다. 일본에서 제작된 애니메이션 시리즈도 시리즈 내의 주요 컨텐츠로 포함되며, 이는 미국의 4Kids 채널 및 일본에서 방영되었다. 총 100개의 에피소드로 구성되어 있으며, 이후 닌텐도 비디오 서비스에서 특별히 제작한 101번째 에피소드가 공개되었다.
커비 시리즈의 비디오 게임은 전 세계적으로 2천만 장 이상 판매되었고, 가장 많이 팔린 비디오 게임 프랜차이즈 중 하나이다. 커비 시리즈는 사쿠라이 마사히로가 초보자를 위한 게임 시리즈로 구상한 것으로, 쉬운 난이도가 시리즈의 성공에 일정 부분 기여했다고 평가된다.

## 비디오 게임

### 플랫폼 게임

#### 메인 시리즈
| 제목 | 설명 |
| --- | --- |
| 《별의 커비》 발매일: - 일본: 1992년 4월 27일 - 북미: 1992년 8월 1일 - PAL: 1992년 8월 3일                                          | 플랫폼별 발매연도: 1992 – 게임 보이 2011 – 닌텐도 3DS (버추얼 콘솔) |
| 《별의 커비》 발매일: - 일본: 1992년 4월 27일 - 북미: 1992년 8월 1일 - PAL: 1992년 8월 3일                                          | 참조: - 일본어: 星のカービィ 호시 노 카-비[*] - 영어: Kirby's Dream Land 커비스 드림 랜드[*] - 일본에서는 닌텐도 파워 카트리지 시스템을 통한 다운로드 파일 재발매가 이루어졌다.                                                                     |
| 《별의 커비 꿈의 샘 이야기》 발매일: - 일본: March 23, 1993 - 북미: May 1, 1993 - PAL: December 1, 1993                             | 플랫폼별 발매연도: 1993 – 닌텐도 엔터테인먼트 시스템 2007 – Wii (버추얼 콘솔) 2011 – 닌텐도 3DS (3D 클래식) 2013 – Wii U (버추얼 콘솔) 2016 - NES 클래식 에디션 2018 - 닌텐도 스위치 (e샵)                                                          |
| 《별의 커비 꿈의 샘 이야기》 발매일: - 일본: March 23, 1993 - 북미: May 1, 1993 - PAL: December 1, 1993                             | 참조: - 일본어: 星のカービィ夢の泉の物語 호시 노 카-비 유메노 이즈미노 모노가타리[*] - 영어: Kirby's Adventure 커비스 어드벤처[*] |
| 《별의 커비 2》 발매일: - 일본: 1995년 3월 21일 - 북미: 1995년 5월 1일 - PAL: 1995년 7월 31일                                       | 플랫폼별 발매연도: 1995 – 게임 보이 2012 – 닌텐도 3DS (버추얼 콘솔) |
| 《별의 커비 2》 발매일: - 일본: 1995년 3월 21일 - 북미: 1995년 5월 1일 - PAL: 1995년 7월 31일                                       | 참조: - 일본어: 星のカービィ2 호시 노 카-비 2[*] - 영어: Kirby's Dream Land 2 - 일본에서는 닌텐도 파워 카트리지 시스템을 통한 다운로드 파일 재발매가 이루어졌다.                                                                                    |
| 《별의 커비 슈퍼 디럭스》 발매일: - 일본: 1996년 3월 21일 - 북미: 1996년 9월 20일 - PAL: 1997년 1월 23일                            | 플랫폼별 발매연도: {{{발매연도 목록}}} |
| 《별의 커비 슈퍼 디럭스》 발매일: - 일본: 1996년 3월 21일 - 북미: 1996년 9월 20일 - PAL: 1997년 1월 23일                            | 참조: - 일본어: 星のカービィ スーパーデラックス 호시노 카-비 스-파-데락쿠스[*] - 영어: Kirby Super Star 커비 슈퍼 스타[*] - 해당 게임은 여섯 개의 짧은 스토리와, 스토리 간을 엮는 이벤트들로 구성된다. - 유럽에서는 Kirby's Fun Pak으로 발매되었다. |
| 《별의 커비 3》 발매일: - 일본: 1998년 3월 27일 - 북미: November 1, 1997 - PAL: July 24, 2009 (Wii Virtual Console)                 | 플랫폼별 발매연도: 1997 – 슈퍼 닌텐도 엔터테인먼트 시스템 2009 – Wii (Virtual Console) 2013 – Wii U (Virtual Console) 2019 - 닌텐도 스위치 (eShop)                                                                                                  |
| 《별의 커비 3》 발매일: - 일본: 1998년 3월 27일 - 북미: November 1, 1997 - PAL: July 24, 2009 (Wii Virtual Console)                 | 참조: - 일본어: 星のカービィ 3 호시 노 카-비 3[*] - 영어: Kirby's Dream Land 3 커비스 드림 랜드 3[*] |
| 《별의 커비 64》 발매일: - 일본: 2000년 3월 24일 - 북미: 2000년 6월 26일 - PAL: 2001년 6월 22일                                     | 플랫폼별 발매연도: {{{발매연도 목록}}} |
| 《별의 커비 64》 발매일: - 일본: 2000년 3월 24일 - 북미: 2000년 6월 26일 - PAL: 2001년 6월 22일                                     | 참조: - 일본어: 星のカービィ64 호시 노 카-비 64[*] - 영어: Kirby 64: The Crystal Shards 커비 64: 더 크리스탈 샤드[*] |
| 《별의 커비 거울의 대미궁》 발매일: - 일본: 2004년 4월 15일 - PAL: 2004년 7월 2일 - 북미: 2004년 10월 18일                          | 플랫폼별 발매연도: 2004 – 게임 보이 어드밴스 2011 – 닌텐도 3DS (버추얼 콘솔) 2014 – Wii U (버추얼 콘솔) |
| 《별의 커비 거울의 대미궁》 발매일: - 일본: 2004년 4월 15일 - PAL: 2004년 7월 2일 - 북미: 2004년 10월 18일                          | 참조: - 일본어: 星のカービィ 鏡の大迷宮 호시 노 카-비 카가미노 다이메이큐-[*] - 영어: Kirby & the Amazing Mirror 커비 & 디 어메이징 미러[*] |
| 《별의 커비 도팡 일당의 습격》 발매일: - 일본: 2006년 11월 2일 - 북미: 2006년 12월 4일 - 유럽: 2007년 6월 22일                      | 플랫폼별 발매연도: 2006 – Nintendo DS |
| 《별의 커비 도팡 일당의 습격》 발매일: - 일본: 2006년 11월 2일 - 북미: 2006년 12월 4일 - 유럽: 2007년 6월 22일                      | 참조: - 일본어: 星のカービィ 参上! ドロッチェ団 호시 노 카-비 산죠-! 도롯체단[*] - 영어: Kirby Squeak Squad 커비 스퀵 스쿼드[*] - 유럽에서는 Kirby Mouse Attack라는 제목으로 발매되었다.                                                            |
| 《별의 커비 Wii》 발매일: - 일본: October 27, 2011 - 북미: October 24, 2011 - 유럽: November 25, 2011                               | 플랫폼별 발매연도: 2011 – Wii |
| 《별의 커비 Wii》 발매일: - 일본: October 27, 2011 - 북미: October 24, 2011 - 유럽: November 25, 2011                               | 참조: - 일본어: 星のカービィ Wii 호시 노 카-비 Wii[*] - 영어: Kirby's Return to Dream Land 커비스 리턴 투 드림 랜드[*] - 유럽과 호주에서는 Kirby's Adventure Wii라는 제목으로 발매되었다.                                                           |
| 《별의 커비 트리플 디럭스》 발매일: - 일본: 2014년 1월 11일 - 북미: 2014년 5월 2일 - 유럽: 2014년 5월 16일                          | 플랫폼별 발매연도: 2014 – Nintendo 3DS |
| 《별의 커비 트리플 디럭스》 발매일: - 일본: 2014년 1월 11일 - 북미: 2014년 5월 2일 - 유럽: 2014년 5월 16일                          | 참조: - 일본어: 星のカービィ トリプルデラックス 호시노 카-비 토리푸루데락쿠스[*] - 영어: Kirby: Triple Deluxe 커비: 트리플 디럭스[*] |
| 《별의 커비 로보보 플래닛》 발매일: - 일본: 2016년 4월 26일 - 북미: 2016년 6월 10일 - 유럽: 2016년 6월 10일 - 호주: 2016년 6월 11일 | 플랫폼별 발매연도: 2016 – Nintendo 3DS |
| 《별의 커비 로보보 플래닛》 발매일: - 일본: 2016년 4월 26일 - 북미: 2016년 6월 10일 - 유럽: 2016년 6월 10일 - 호주: 2016년 6월 11일 | 참조: - 일본어: 星のカービィ ロボボプラネット 호시노 카-비 로보보푸라넷토[*] - 영어: Kirby: Planet Robobot 커비: 플래닛 로보봇[*] |
| 《별의 커비 스타 얼라이즈》 발매일: - 전세계: 2018년 3월 16일                                                                       | 플랫폼별 발매연도: 2018 - 닌텐도 스위치 |
| 《별의 커비 스타 얼라이즈》 발매일: - 전세계: 2018년 3월 16일                                                                       | 참조: - 일본어: 星のカービィ スターアライズ 호시노 카-비 스타-아라이즈[*] - 영어: Kirby Star Allies 커비 스타 얼라이즈[*] |
| 《별의 커비 디스커버리》 발매일: - 전세계: 2022년 3월 25일                                                                          | 플랫폼별 발매연도: 2022 - 닌텐도 스위치 |
| 《별의 커비 디스커버리》 발매일: - 전세계: 2022년 3월 25일                                                                          | 참조: - 일본어: 星のカービィディスカバリー 호시노 카-비 디스카바리-[*] - 영어: Kirby and the Forgotten Land 커비 앤 더 포가튼 랜드[*] |

#### 하위 시리즈
| 제목 | 설명 |
| --- | --- |
| 《터치! 커비》 발매일: - 일본: 2005년 3월 24일 - 북미: 2005년 6월 13일 - 유럽: 2005년 11월 25일 - 호주: 2006년 4월 6일       | 플랫폼별 발매연도: 2005 – 닌텐도 DS |
| 《터치! 커비》 발매일: - 일본: 2005년 3월 24일 - 북미: 2005년 6월 13일 - 유럽: 2005년 11월 25일 - 호주: 2006년 4월 6일       | 참조: - 일본어: タッチ! カービィ 탓치! 카비[*] - 영어: Kirby: Canvas Curse 커비: 캔버스 커스[*] - 유럽에서는 Kirby: Power Paintbrush라는 제목으로 발매되었다.                                                               |
| 《털실 커비 이야기》 발매일: - 일본: 2010년 10월 14일 - 북미: 2010년 10월 17일 - 유럽: 2011년 2월 25일                       | 플랫폼별 발매연도: 2010 – Wii |
| 《털실 커비 이야기》 발매일: - 일본: 2010년 10월 14일 - 북미: 2010년 10월 17일 - 유럽: 2011년 2월 25일                       | 참조: - 일본어: 毛糸のカービィ 케이토노 카비[*] - 영어: Kirby's Epic Yarn 커비스 에픽 얀[*] |
| 《모여라! 커비》 발매일: - 일본: August 4, 2011 - 북미: September 19, 2011 - 유럽: October 28, 2011 - 호주: October 27, 2011 | 플랫폼별 발매연도: 2011 – 닌텐도 DS |
| 《모여라! 커비》 발매일: - 일본: August 4, 2011 - 북미: September 19, 2011 - 유럽: October 28, 2011 - 호주: October 27, 2011 | 참조: - 일본어: あつめて！カービィ 아츠메테! 카-비[*] - 영어: Kirby Mass Attack 커비 매스 어택[*] |
| 《터치! 커비 슈퍼 레인보우》 발매일: - 일본: 2015년 1월 22일 - 북미: 2015년 2월 20일 - 유럽: 2015년 5월 8일                  | 플랫폼별 발매연도: 2015 – Wii U |
| 《터치! 커비 슈퍼 레인보우》 발매일: - 일본: 2015년 1월 22일 - 북미: 2015년 2월 20일 - 유럽: 2015년 5월 8일                  | 참조: - 일본어: タッチ！カービィ スーパーレインボー 탓치! 카비 스-파-렌보-[*] - 영어: Kirby and the Rainbow Curse 커비 앤 더 레인보우 커스[*] - 유럽과 호주에서는 Kirby and the Rainbow Paintbrush라는 이름으로 발매되었다. |

#### 리메이크

##### 메인 시리즈
| 제목 | 설명 |
| --- | --- |
| 《별의 커비 꿈의 샘 디럭스》 발매일: - 일본: 2002년 10월 25일 - 북미: 2002년 12월 2일 - PAL: 2003년 9월 26일      | 플랫폼별 발매연도: 2002 – 게임 보이 어드밴스 2014 – Wii U (버추얼 콘솔) |
| 《별의 커비 꿈의 샘 디럭스》 발매일: - 일본: 2002년 10월 25일 - 북미: 2002년 12월 2일 - PAL: 2003년 9월 26일      | 참조: - 일본어: 星のカービィ 夢の泉デラックス 호시 노 카-비 유메노 이즈미 데락쿠스[*] - 영어: Kirby: Nightmare in Dream Land 커비: 나이트메어 인 드림 랜드[*] - 《별의 커비 꿈의 샘 이야기》의 리메이크이다. |
| 《별의 커비 울트라 슈퍼 디럭스》 발매일: - 북미: 2008년 9월 29일 - 일본: 2008년 11월 6일 - 유럽: 2009년 12월 18일 | 플랫폼별 발매연도: 2008 – 닌텐도 DS |
| 《별의 커비 울트라 슈퍼 디럭스》 발매일: - 북미: 2008년 9월 29일 - 일본: 2008년 11월 6일 - 유럽: 2009년 12월 18일 | 참조: - 일본어: 星のカービィ ウルトラスーパーデラックス 호시노 카비 우루토라 스-파-데락쿠스[*] - 영어: Kirby Super Star Ultra 커비 수퍼 스타 울트라[*] - 《별의 커비 슈퍼 디럭스》의 리메이크이다. - 《별의 커비 슈퍼 디럭스》에서 지원되지 않았던 풀 모션 비디오와 터치 스크린이 활용된다. 그래픽 상의 업그레이드도 이루어졌다. |
| 《별의 커비 20주년 기념 스페셜 컬렉션》 발매일: - 북미: 2012년 9월 16일 - 일본: 2012년 7월 19일                   | 플랫폼별 발매연도: 2012 – Wii |
| 《별의 커비 20주년 기념 스페셜 컬렉션》 발매일: - 북미: 2012년 9월 16일 - 일본: 2012년 7월 19일                   | 참조: - 《별의 커비》, 《별의 커비 꿈의 샘 이야기》, 《별의 커비 2》, 《별의 커비 슈퍼 디럭스》, 《별의 커비 3》, 《별의 커비 64》를 포함한다. - 일본어: 星のカービィ 20周年スペシャルコレクション 호시 노 카비 니쥬-슈-넨 스페샤루 코레쿠숀[*] - 영어: Kirby's Dream Collection 커비스 드림 컬렉션[*]                           |

##### 하위 시리즈
| 제목                                                         | 설명 |
| ------------------------------------------------------------ | --- |
| 《털실 커비 이야기 플러스》 발매일: - 전세계: 2019년 3월 8일 | 플랫폼별 발매연도: 2019 – 닌텐도 3DS |
| 《털실 커비 이야기 플러스》 발매일: - 전세계: 2019년 3월 8일 | 참조: - 일본어: 毛糸のカービィ プラス 케이토노 카-비 푸라스[*] - 영어: Kirby's Extra Epic Yarn 커비스 엑스트라 에픽 얀[*] - 《털실 커비 이야기》의 리메이크이다. |

### 스핀 오프 시리즈
| 제목                                                                                                   | 설명 |
| --- | --- |
| 《커비 핀볼》 발매일: - 일본: 1993년 11월 27일 - 북미: 1993년 11월 - PAL: 1993년                       | 플랫폼별 발매연도: 1993 – 게임 보이 2012 – 닌텐도 3DS (버추얼 콘솔) |
| 《커비 핀볼》 발매일: - 일본: 1993년 11월 27일 - 북미: 1993년 11월 - PAL: 1993년                       | 참조: - 일본어: カービィのピンボール 카-비노 핀보-루[*] - 영어: Kirby's Pinball Land 커비스 핀볼 랜드[*] - 일본에서는 닌텐도 파워 카트리지 시스템을 통한 다운로드 파일 재발매가 이루어졌다. |
| 《커비 볼》 발매일: - 일본: 1994년 9월 21일 - 북미: 1995년 2월 1일 - PAL: 1995년 8월 24일              | 플랫폼별 발매연도: 1994 – 슈퍼 닌텐도 엔터테인먼트 시스템 2007 – Wii (버추얼 콘솔) 2013 – Wii U (버추얼 콘솔) |
| 《커비 볼》 발매일: - 일본: 1994년 9월 21일 - 북미: 1995년 2월 1일 - PAL: 1995년 8월 24일              | 참조: - 일본어: カービィボウル 카-비 보우루[*] - 영어: Kirby's Dream Course 커비스 드림 코스[*] - 커비 시리즈의 골프 게임이다. - 일본에서는 닌텐도 파워 카트리지 시스템을 통한 다운로드 파일 재발매가 이루어졌다. |
| 《커비 뿌요뿌요》 발매일: - PAL: 1995년 2월 1일 - 북미: 1995년 4월 25일                                | 플랫폼별 발매연도: 1995 – 슈퍼 닌텐도 엔터테인먼트 시스템 2007 – Wii (버추얼 콘솔) |
| 《커비 뿌요뿌요》 발매일: - PAL: 1995년 2월 1일 - 북미: 1995년 4월 25일                                | 참조: - 영어: Kirby's Avalanche 커비스 애벌런치[*] - 유럽에서는 Kirby's Ghost Trap으로 발매되었다. - 커비 시리즈의 퍼즐 게임이다. - 일본의 게임 회사 컴파일의 뿌요뿌요 시리즈를 기반으로 한다. |
| 《커비 블록볼》 발매일: - 일본: 1995년 12월 14일 - 유럽: 1995년 12월 - 북미: 1996년 5월                | 플랫폼별 발매연도: 1995 – 게임 보이 2011/2012 – 닌텐도 3DS (버추얼 콘솔) |
| 《커비 블록볼》 발매일: - 일본: 1995년 12월 14일 - 유럽: 1995년 12월 - 북미: 1996년 5월                | 참조: - 일본어: カービィのブロックボール 카-비노 부록쿠 보-루[*] - 영어: Kirby's Block Ball 커비스 블록 볼[*] - 아타리 사의 브레이크아웃에 커비 캐릭터를 삽입한 게임이다. - 일본에서는 닌텐도 파워 카트리지 시스템을 통한 다운로드 파일 재발매가 이루어졌다.                                                                                    |
| 《커비의 장난감 상자》 발매일: - 일본: 1996년 2월 8일                                                  | 플랫폼별 발매연도: 1996 – 사테라뷰 (슈퍼 패미컴 대응) |
| 《커비의 장난감 상자》 발매일: - 일본: 1996년 2월 8일                                                  | 참조: - 일본어: カービィのおもちゃ箱 카-비노 오모챠바코[*] - 일본에서만 발매되었다. - 커비 슈퍼 디럭스의 홍보 차원에서, 사테라뷰를 통해 8개의 미니 게임이 발매되었다. |
| 《커비의 반짝반짝 아이들》 발매일:                                                                     | 플랫폼별 발매연도: 1997 – 게임 보이 1998 – 슈퍼 닌텐도 엔터테인먼트 시스템 2010 – Wii (버추얼 콘솔) 2012/2013 – 닌텐도 3DS (버추얼 콘솔) |
| 《커비의 반짝반짝 아이들》 발매일:                                                                     | 참조: - 일본어: カービィのきらきらきっず 카-비노 키라키라 킷즈[*] - 영어: Kirby's Star Stacker 커비스 스타 스태커[*] - 일본에서는 슈퍼 패미컴 소프트웨어로도 재발매되었다. - 커비 시리즈의 퍼즐 게임으로, 뿌요뿌요와 테트리스와 게임 플레이 방식이 비슷하다. - 일본에서는 닌텐도 파워 카트리지 시스템을 통한 다운로드 파일 재발매가 이루어졌다. |
| 《데굴데굴 커비》 발매일: - 일본: 2000년 8월 26일 - 북미: 2001년 4월 9일                               | 플랫폼별 발매연도: 2000 – 게임 보이 컬러 |
| 《데굴데굴 커비》 발매일: - 일본: 2000년 8월 26일 - 북미: 2001년 4월 9일                               | 참조: - 일본어: コロコロカービィ 코로코로 카-비[*] - 영어: Kirby Tilt 'n' Tumble 커비 틸트 앤 텀블[*] - 모션 컨트롤 기능을 사용한 첫 번째 게임 보이 컬러 소프트웨어이다. |
| 《커비의 에어라이드》 발매일: - 일본: 2003년 7월 11일 - 북미: 2003년 10월 13일 - 유럽: 2004년 2월 27일 | 플랫폼별 발매연도: 2003 – 게임큐브 |
| 《커비의 에어라이드》 발매일: - 일본: 2003년 7월 11일 - 북미: 2003년 10월 13일 - 유럽: 2004년 2월 27일 | 참조: - 일본어: カービィのエアライド 카-비노 에아라이도[*] - 영어: Kirby Air Ride 커비 에어 라이드[*] - 커비 시리즈의 아케이드 레이싱 게임이다. |

- 《커비 배틀 디럭스!》 (일본어: カービィ バトルデラックス! 카-비 바토루 데락쿠스![*]) - 2017년에 닌텐도 3DS 소프트웨어로 발매되었다.
- 《커비 파이터즈 Z》 - 2014년에 닌텐도 3DS e샵을 통해 발매되었다. 《별의 커비 트리플 디럭스》의 미니게임이었던 '커비 파이터즈'를 업그레이드하여 단독 게임으로 발매한 것이다.
- 《대왕 디디디로 쿵쿵 Z》- 2014년에 닌텐도 3DS e샵을 통해 발매되었다. 《별의 커비 트리플 디럭스》의 미니게임이었던 '대왕 디디디로 쿵쿵'를 업그레이드하여 단독 게임으로 발매한 것이다.
- 《다 함께! 커비 헌터즈 Z》- 2017년에 닌텐도 3DS e샵을 통해 무료로 배포되었다. 《별의 커비 로보보 플래닛》의 미니게임이었던 '다 함께! 커비 헌터즈'를 업그레이드하여 단독 게임으로 배포한 것이다.
- 《커비의 빨아들이기 대작전》 - 2017년에 닌텐도 3DS e샵을 통해 발매되었다. 《별의 커비 로보보 플래닛》의 미니게임을 업그레이드하여 단독 게임으로 배포한 것이다.
- 《슈퍼 커비 헌터즈》 - 2019년에 닌텐도 스위치 소프트웨어로 무료 배포되었다. 《다 함께! 커비 헌터즈 Z》와 게임플레이 방식이 유사하나, 스토리와 보스 등 다양한 요소가 변경되었다.[65]
- 《커비 파이터즈 2》 - 2020년에 닌텐도 스위치 소프트웨어로 발매되었다. 《커비 파이터즈 Z》의 후속작으로, 새로운 플레이어블 캐릭터와 스테이지, 챌린지 모드가 추가되었다.[66]

### 발매가 취소된 게임
| 제목                              | 설명 |
| --------------------------------- | --- |
| 《커비의 에어라이드》 취소일: N/A | 발매 예정일: 닌텐도 64 |
| 《커비의 에어라이드》 취소일: N/A | 참조: - 2003년에 게임큐브 소프트웨어로 개발, 발매되었다. |
| 《데굴데굴 커비 2》 취소일: 2002  | 발매 예정일: 게임큐브/게임 보이 어드밴스 |
| 《데굴데굴 커비 2》 취소일: 2002  | 참조: - 게임 보이 컬러로 출시되었던 《데굴데굴 커비》의 후속작이다. - 닌텐도 게임큐브 게임 보이 어드밴스 케이블을 통해 두 기기를 연동하여, 게임 보이 어드밴스를 컨트롤러로 사용할 수 있다. 전작 《데굴데굴 커비》와 마찬가지로, 게임 보이 어드밴스가 모션 센서로서 사용된다. |

- 《키드 커비》 - 슈퍼 닌텐도 엔터테인먼트 시스템 - 발매가 취소되었다.
- 《커비 패밀리》 (일본어: カービィファミリー) - 게임 보이 컬러 - 발매가 취소되었다.
- 《별의 커비 GCN》(일본어: 星のカービィ GC) - 게임큐브 - 발매가 취소되었다.